# 万里小路村
万里小路村（まてこうじむら）は、福岡県山門郡にあった村。現在のみやま市の一部。

## 地理
矢部川支流の飯江川上流域、鷲ノ巣山麓に位置していた。

## 歴史
- 1889年（明治22年）4月1日 - 町村制の施行により、山門郡甲田村、重冨村、北関村、真弓村が合併して村制施行し、万里小路村が発足[1][2]。
- 1907年（明治40年）1月1日 - 山門郡富原村、竹海村、緑村（一部、大字清水・河原内）と合併して山川村を新設して廃止された[1][2]。